# Торрес, Даянара
Даяна́ра То́ррес Дельга́до (исп. Dayanara Torres Delgado; 28 октября 1974, Сан-Хуан, Пуэрто-Рико) — пуэрто-риканская актриса

, фотомодель и писательница. Мисс Вселенная 1993 года.

## Биография
Родилась 28 октября 1974 года в Сан-Хуане (Пуэрто-Рико) в семье ныне разведённых. У Даянары есть два старших брата — Хосе и Джоуи, а также младшая сестра — Джиннетт.

## Карьера
Торрес начала свою актёрскую и модельную карьеры в 1994 году.

## Личная жизнь

### Отношения и дети
В 2000—2004 годы Торрес была замужем за музыкантом Марком Энтони (род. 1968). У бывших супругов есть два сына — Кристиан Энтони Муньис (род. 05.02.2001) и Райан Энтони Мюньис (род. 16.08.2003).
В ноябре 2018 года Торрес состоялась помолвка с продюсером Marvel Studios Луи Д’Эспозито.

### Болезнь
4 февраля 2019 года Торрес объявила, что недавно у неё была диагностирована меланома, самая опасная форма рака кожи, от большого пятна / родинки, на которое она никогда не обращала внимания, хотя она и была новой, она росла годами и имела неровную поверхность. Её жених, Луи Д’Эспозито, просил её проверить его, а затем сам назначил ей встречу с онкологом. После биопсии и повторной операции 29 января результаты на рак вернулись положительным. Врачи удалили ей большую область со спины и колена, а также удалили два лимфатических узла в верхней части ноги, куда рак уже распространился.